# Jens Petter Hauge
Jens Petter Hauge (Bodø, 12 de octubre de 1999) es un futbolista noruego, juega como delantero y su equipo es el F. K. Bodø/Glimt de la Eliteserien.

## Trayectoria
El 1 de octubre de 2020 se hizo oficial su fichaje por el A. C. Milan a cambio de 5 000 000 €. Tras una temporada en el club, en agosto de 2021 fue cedido al Eintracht Fráncfort. Jugó 38 partidos, en los que vio puerta en tres ocasiones, y a finales de mayo de 2022 fue ejercida la opción de compra que incluía el acuerdo de cesión para seguir cuatro años más en el equipo. A pesar de ello, en el mes de agosto fue prestado al K. A. A. Gante.
El 31 de enero de 2024 se confirmó su regreso al F. K. Bodø/Glimt en una cesión hasta final de año. Tras la misma, continuó en el equipo y firmó hasta 2028.

## Selección nacional
Tras haber sido internacional en categorías inferiores, el 11 de octubre de 2020 debutó con la selección absoluta de Noruega en un partido de la Liga de las Naciones de la UEFA 2020-21 ante Rumania, ganando los noruegos con un resultado de 4-0.

### Participaciones en selección
| Torneo                                               | Categoría | Sede    | Resultado    | Partidos | Goles |
| ---------------------------------------------------- | --------- | ------- | ------------ | -------- | ----- |
| Fase de clasificación par la Eurocopa Sub-21 de 2021 | Sub-21    | Hungría | No clasificó | 4        | 1     |

## Estadísticas

### Clubes
Actualizado el 8 de mayo de 2025.
| Club                           | Div.          | Temporada     | Liga  | Liga  | Copas nacionales | Copas nacionales | Torneos internacionales | Torneos internacionales | Total | Total | Media goleadora |
| Club                           | Div.          | Temporada     | Part. | Goles | Part.            | Goles            | Part.                   | Goles                   | Part. | Goles | Media goleadora |
| ------------------------------ | ------------- | ------------- | ----- | ----- | ---------------- | ---------------- | ----------------------- | ----------------------- | ----- | ----- | --------------- |
| F. K. Bodø/Glimt · Noruega     | 1.ª           | 2016          | 20    | 1     | 4                | 5                | ―                       | ―                       | 24    | 6     | 0.25            |
| F. K. Bodø/Glimt · Noruega     | 2.ª           | 2017          | 28    | 2     | ―                | ―                | ―                       | ―                       | 28    | 2     | 0.07            |
| F. K. Bodø/Glimt · Noruega     | 1.ª           | 2018          | 11    | 0     | 4                | 2                | ―                       | ―                       | 15    | 2     | 0.13            |
| Aalesunds F. K. · Noruega      | 2.ª           | 2018          | 6     | 0     | ―                | ―                | ―                       | ―                       | 6     | 0     | 0               |
| Aalesunds F. K. · Noruega      | Total club    | Total club    | 6     | 0     | 0                | 0                | 0                       | 0                       | 6     | 0     | 0               |
| F. K. Bodø/Glimt · Noruega     | 1.ª           | 2019          | 29    | 7     | 1                | 2                | ―                       | ―                       | 30    | 9     | 0.3             |
| F. K. Bodø/Glimt · Noruega     | 1.ª           | 2020          | 18    | 14    | ―                | ―                | 3                       | 3                       | 21    | 17    | 0.81            |
| A. C. Milan · Italia           | 1.ª           | 2020-21       | 18    | 2     | 1                | 0                | 5                       | 3                       | 24    | 5     | 0.21            |
| A. C. Milan · Italia           | Total club    | Total club    | 18    | 2     | 1                | 0                | 5                       | 3                       | 24    | 5     | 0.21            |
| Eintracht Fráncfort · Alemania | 1.ª           | 2021-22       | 26    | 2     | ―                | ―                | 12                      | 1                       | 38    | 3     | 0.08            |
| K. A. A. Gante · Bélgica       | 1.ª           | 2022-23       | 19    | 0     | 2                | 0                | 8                       | 0                       | 29    | 0     | 0               |
| K. A. A. Gante · Bélgica       | Total club    | Total club    | 19    | 0     | 2                | 0                | 8                       | 0                       | 29    | 0     | 0               |
| Eintracht Fráncfort · Alemania | 1.ª           | 2023-24       | 10    | 0     | 2                | 0                | 5                       | 0                       | 17    | 0     | 0               |
| Eintracht Fráncfort · Alemania | Total club    | Total club    | 36    | 2     | 2                | 0                | 17                      | 1                       | 55    | 3     | 0.05            |
| F. K. Bodø/Glimt · Noruega     | 1.ª           | 2024          | 28    | 8     | 2                | 1                | 14                      | 3                       | 44    | 12    | 0.27            |
| F. K. Bodø/Glimt · Noruega     | 1.ª           | 2025          | 3     | 0     | 1                | 0                | 10                      | 0                       | 14    | 0     | 0               |
| F. K. Bodø/Glimt · Noruega     | Total club    | Total club    | 137   | 32    | 12               | 10               | 27                      | 6                       | 176   | 48    | 0.27            |
| Total carrera                  | Total carrera | Total carrera | 216   | 36    | 17               | 10               | 57                      | 10                      | 290   | 56    | 0.19            |
| 1. 2.                          |               |               |       |       |                  |                  |                         |                         |       |       |                 |

## Palmarés

### Títulos nacionales
| Título      | Club             | País    | Año  |
| ----------- | ---------------- | ------- | ---- |
| Eliteserien | F. K. Bodø/Glimt | Noruega | 2024 |

### Títulos internacionales
| Título                 | Club                | Sede    | Año     |
| ---------------------- | ------------------- | ------- | ------- |
| Liga Europa de la UEFA | Eintracht Fráncfort | Sevilla | 2021-22 |